# Culto de la Razón

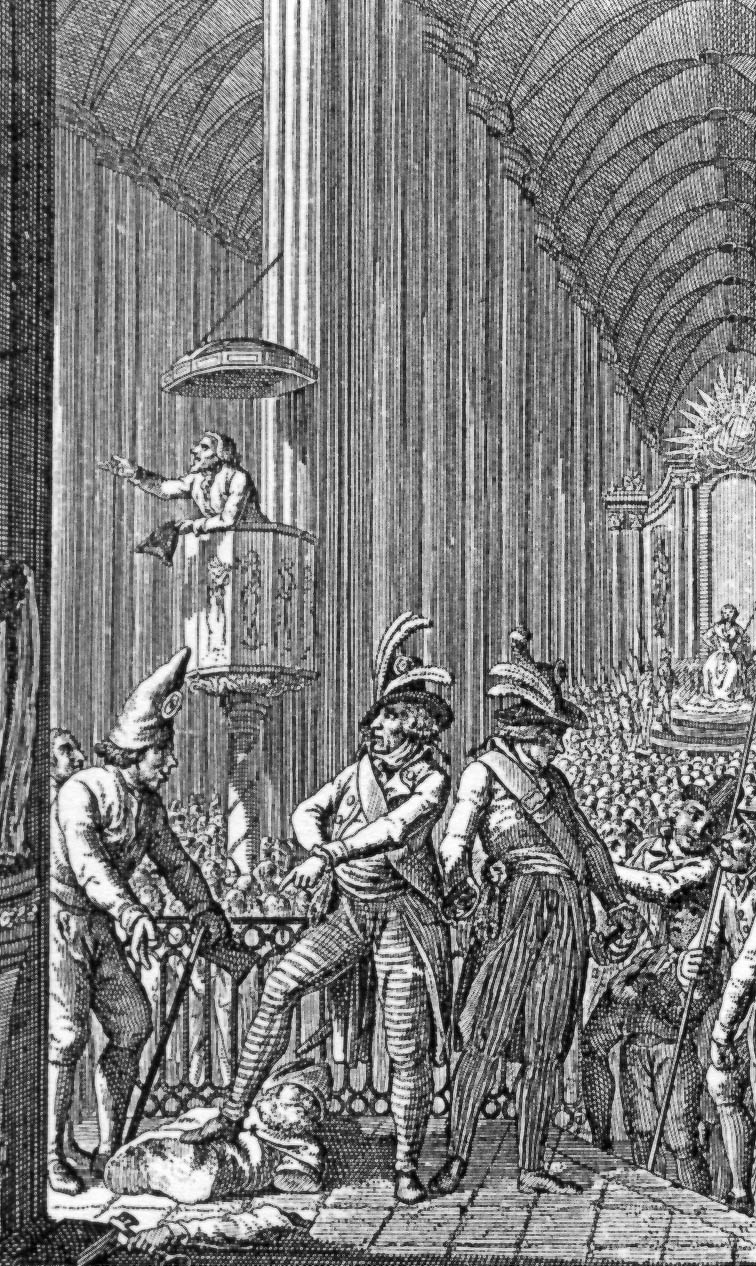
La catedral de Estrasburgo convertida en templo de la Razón, representada en 1794.

El Culto de la Razón (en francés: Culte de la Raison)  fue la primera religión  establecida y patrocinada por el Estado francés, destinada a reemplazar al catolicismo durante la Revolución francesa. Después de mantener su influencia por apenas un año, en 1794 fue oficialmente reemplazada por el rival Culto del Ser Supremo, promovido por Maximilien Robespierre. Ambos cultos fueron oficialmente prohibidos en 1802 por Napoleón Bonaparte con su Ley de Cultos del 18 Germinal, Año X.

## Origen
La oposición a la Iglesia católica fue parte integral de las causas de la Revolución francesa, y este anticlericalismo se solidificó en la política oficial del gobierno en 1792 después de que la Primera República Francesa fue declarada. La mayor parte de la descristianización de Francia fue motivada por preocupaciones políticas y económicas, y las alternativas filosóficas a la Iglesia se desarrollaron más lentamente. Entre la creciente heterodoxia, el llamado Culto de la Razón fue definido por algunos de los revolucionarios más radicales como Jacques René Hébert, Antoine-François Momoro, Pierre-Gaspard Chaumette y Joseph Fouché.

## Composición
Siempre ha existido un considerable debate sobre la religiosidad del Culto de la Razón, que era una mezcolanza de ideas y actividades, un «fenómeno múltiple, marcado por el desorden». El Culto abarcaba varios elementos de anticlericalismo, incluyendo la subordinación de los sacerdotes a la autoridad secular, la confiscación de riquezas de la Iglesia y las herejías doctrinales tanto mezquinas como profundas. Era ateo, pero celebraba diferentes principios básicos según el lugar y el liderazgo: el más famoso era la Razón, pero otros eran la Libertad, la Naturaleza, y la victoria de la Revolución.

### Antoine-François Momoro

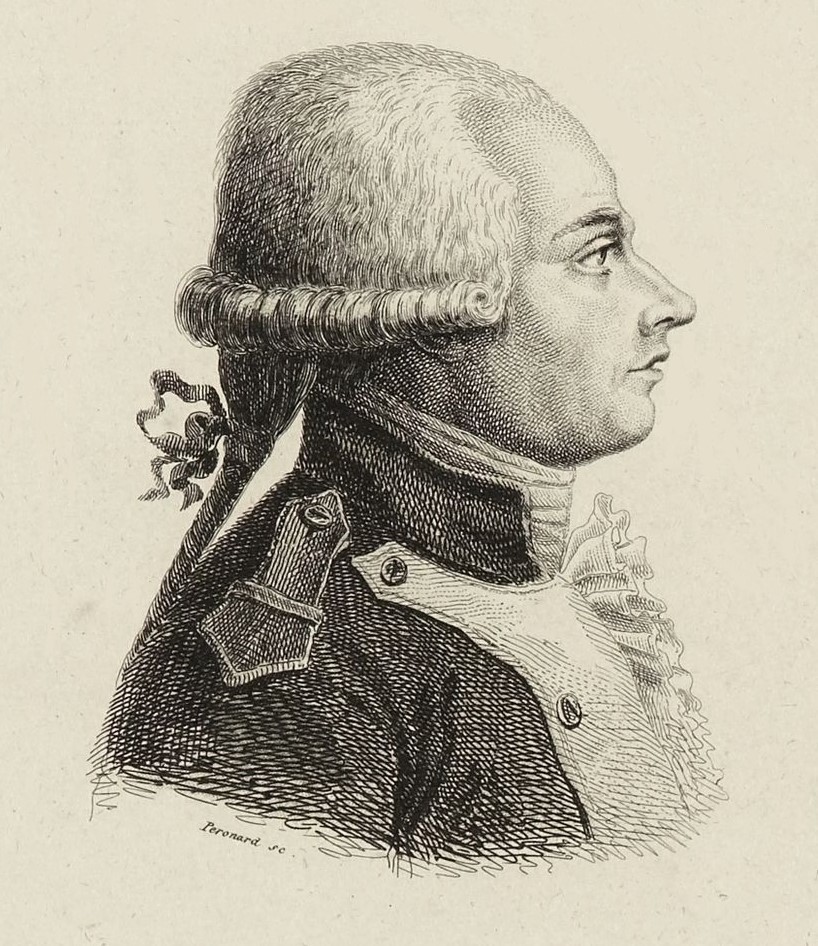
Antoine-François Momoro (1756–1794)

Uno de los defensores más filosóficos fue Antoine-François Momoro en París. En sus manos, el Culto de la Razón de la capital era explícitamente antropocéntrico. Su objetivo era la perfección de la humanidad a través de conseguir la Verdad y la Libertad, y su principio rector para este objetivo era el ejercicio de la Razón. A la manera de la religión convencional, fomentaba los actos de culto congregacional y las manifestaciones de devoción al ideal de la Razón. Siempre se hacía una cuidadosa distinción entre el respeto racional de la Razón y la veneración de un ídolo: «Hay una cosa que no hay que cansarse de decir a la gente», explicó Momoro, «La libertad, la razón y la verdad son seres abstractos. No son dioses, porque propiamente hablando, son parte de nosotros mismos».

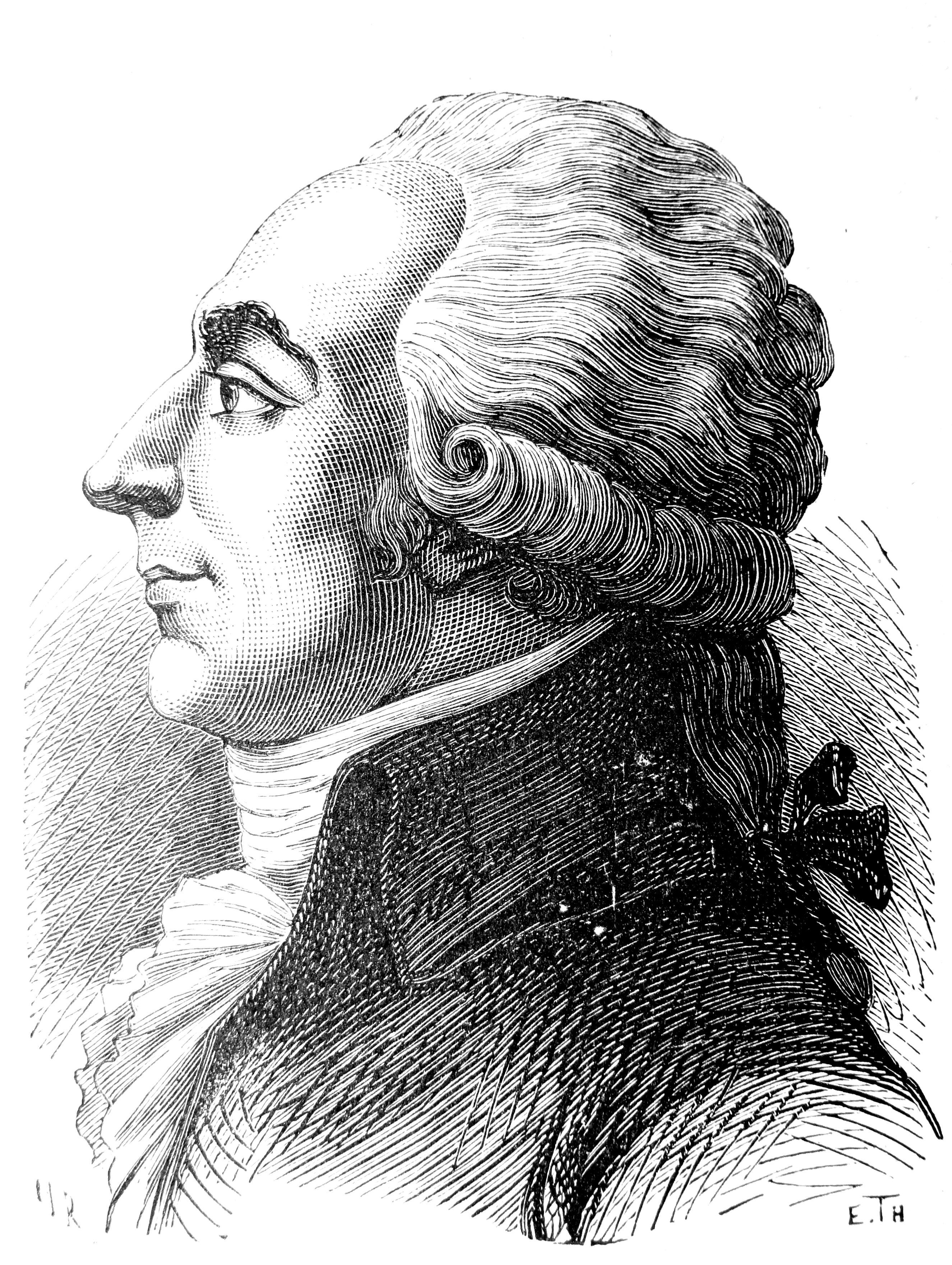
Anacharsis Cloots (1755-1794)

El tema general del Culto fue resumido por Anacharsis Cloots, quien declaró en el Festival de la Razón que en adelante habría «un único Dios, “El Pueblo”». El Culto fue concebido como una religión civil inspirada en las obras de Rousseau, Quatremère de Quincy y Jacques-Louis David, y presentaba «una religión explícita del hombre».
La adhesión al Culto de la Razón se convirtió en un atributo definitorio de la facción hebertista. También fue omnipresente entre las filas de los sans-culottes. Numerosas facciones políticas, grupos anticlericales y eventos solamente vagamente conectados con el culto se amalgaron con su nombre.

### Joseph Fouché

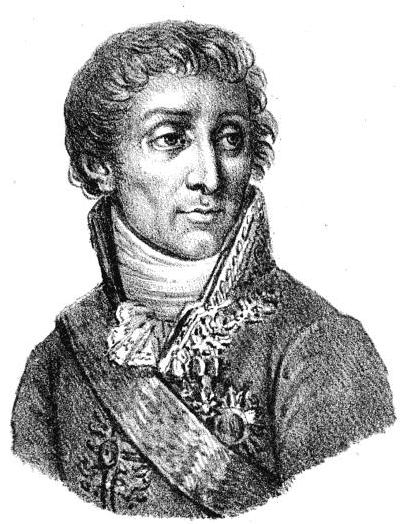
Joseph Fouché (1759–1820)

Como comandante militar enviado por los jacobinos para hacer cumplir sus nuevas leyes, Fouché dirigió una campaña de descristianización particularmente celosa. Sus métodos eran brutales pero eficientes, y ayudaron a difundir el credo en desarrollo en muchas partes de Francia. En sus jurisdicciones, Fouché ordenó que se retiraran todas las cruces y estatuas de los cementerios, y dio al culto uno de sus principios elementales cuando decretó que todas las puertas de los cementerios debían llevar una sola inscripción: «La muerte es un sueño eterno», Fouché llegó a declarar una nueva religión cívica propia, prácticamente intercambiable con lo que se conocería como el Culto de la Razón, en una ceremonia que denominó «Fiesta de Bruto» el 22 de septiembre de 1793.

## Festival de La Razón

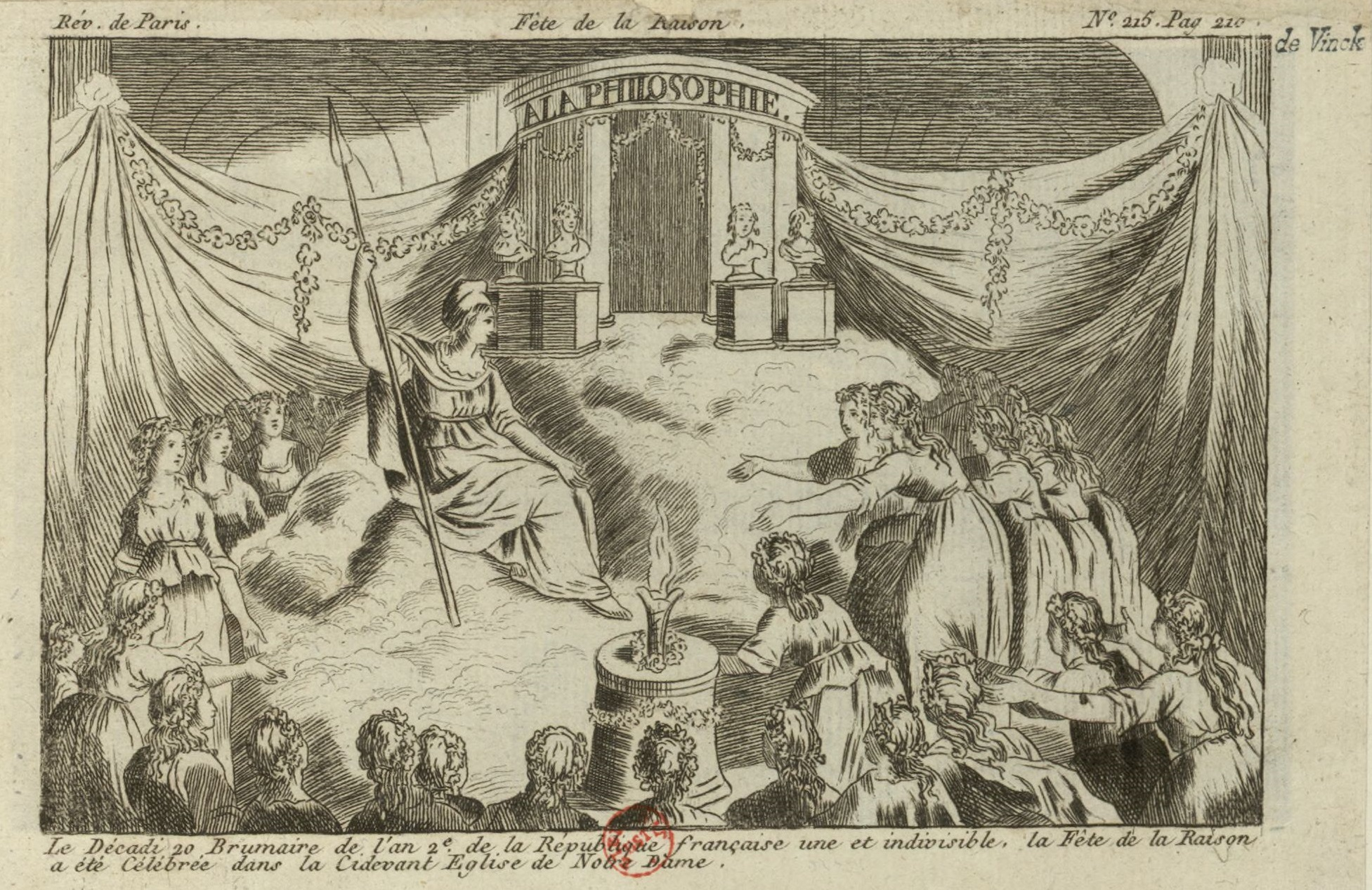
Fête de la Raison (Festival de La Razón), Notre Dame, París.

La Fête de la Raison, oficial en todo el país, supervisada por Hébert y Momoro el 20 de Brumario, Año II (10 de noviembre de 1793), vino a personificar la nueva forma republicana de religión. En ceremonias ideadas y organizadas por Chaumette, las iglesias de toda Francia se transformaron en modernos Templos de la Razón.  La ceremonia más grande de todas fue en la catedral de Notre Dame en París. El altar cristiano fue desmantelado y se instaló un altar a la Libertad y la inscripción «A la filosofía» fue tallada en piedra sobre las puertas de la catedral. Chicas festivas con vestidos romanos blancos y fajas tricolores se arremolinaban alrededor de una diosa disfrazada de la razón que «personificaba la libertad». Una llama ardió en el altar que simbolizaba la verdad. Para evitar la estatuaria y la idolatría, las figuras de la diosa fueron representadas por mujeres vivas, y en París el papel fue interpretado por la esposa de Momoro, Sofía, de quien se dice que se vistió «provocativamente», y según Thomas Carlyle, «hizo una de las mejores diosas de la Razón; aunque sus dientes eran un poco defectuosos».
Antes de su retiro, Georges Danton había advertido contra los descristianizadores y sus «excesos retóricos», pero el apoyo al Culto aumentó en los celosos primeros años de la Primera República. A finales de 1793, era concebible que la Convención aceptara la invitación de asistir en masa al festival de París, pero la oposición inquebrantable de Maximilien Robespierre y otros como él, impidió que se convirtiera en un asunto oficial. Sin dejarse intimidar, Chaumette y Hébert dirigieron con orgullo una importante delegación de diputados a Notre Dame.

## Reacción

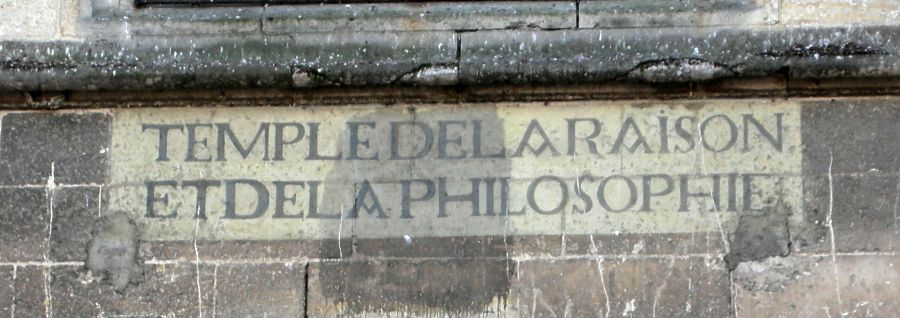
Inscripción en la iglesia de Ivry-la-Bataille.

Muchos relatos contemporáneos informaron que el Festival de la Razón era un asunto «morboso», «licencioso» de «depravaciones» escandalosas, aunque algunos estudiosos han discutido su veracidad. Estos relatos, reales o embellecidos, galvanizaron a las fuerzas antirrevolucionarias e incluso hicieron que muchos jacobinos dedicados como Robespierre se separaran públicamente de la facción radical. Robespierre despreció particularmente el Culto y denunció los festivales como «ridículas farsas».
En la primavera de 1794, el Culto de la Razón se enfrentó al repudio oficial cuando Robespierre, al acercarse al poder dictatorial completo durante el Reinado del Terror, anunció su propio establecimiento de una nueva religión deísta para la República, el Culto del Ser Supremo. Robespierre denunció a los Hebertistas por diversos motivos filosóficos y políticos, rechazando específicamente su ateísmo percibido. Cuando Hébert, Momoro, Ronsin, Vincent y otros fueron enviados a la guillotina el 4 Germinal, Año II (24 de marzo de 1794), el culto perdió su liderazgo más influyente; cuando Chaumette y otros Hebertistas los siguieron cuatro días después, el Culto de la Razón dejó efectivamente de existir. Ambos cultos fueron oficialmente prohibidos en 1801 por Napoleón Bonaparte con su Ley de Cultos del 18 Germinal, Año X.